# Genfer Gipfelkonferenz (1985)

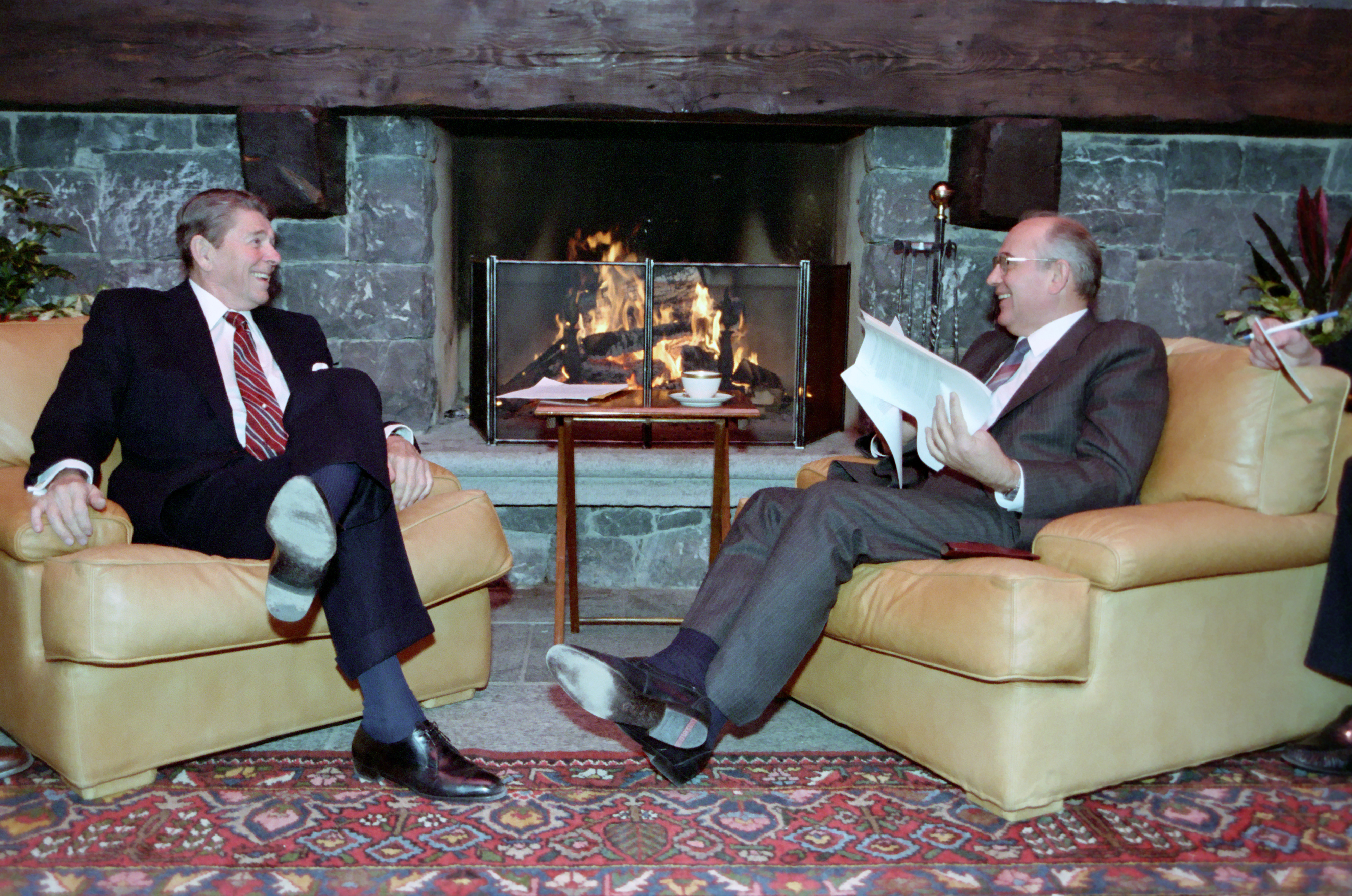
Reagan und Gorbatschow während der Genfer Gipfelkonferenz von 1985

Die so genannte Genfer Gipfelkonferenz fand am 19. und 20. November 1985 in der Schweiz statt. Damals trafen sich zum ersten Mal der 74-jährige US-Präsident Ronald Reagan und der 20 Jahre jüngere Generalsekretär des Zentralkomitees der Kommunistischen Partei der Sowjetunion (KPdSU) Michail Gorbatschow. Sie trafen sich in Genf, um Gespräche über die Reduktion von Atomwaffen zu führen und eine Partnerschaft zwischen den Vereinigten Staaten und der Sowjetunion anzustreben. 
Die Gipfelkonferenz gilt als ein Wendepunkt im Kalten Krieg.

## Ausgangslage
Die beiden Supermächte und ihre Militärbündnisse (NATO und Warschauer Pakt) standen sich im Kalten Krieg gegenüber. Nach dem Tod von Konstantin Tschernenko wurde Michail Gorbatschow im März 1985 als Generalsekretär der KPdSU zu seinem Nachfolger ernannt. Er begann sogleich mit seiner neuen Politik der Offenheit (Glasnost) und der Umgestaltung (Perestroika). Gorbatschow veranlasste bereits einen Tag nach seinem Amtsantritt, die Ende 1983 unterbrochenen Rüstungskontrollgespräche (START I) zwischen der Sowjetunion und den USA wieder aufzunehmen. Für den US-Präsidenten Ronald Reagan war die Sowjetunion bisher «the evil empire» (das Reich des Bösen), das er 'totrüsten' wollte. Deshalb hatte er 1983 die Strategische Verteidigungsinitiative (SDI), ein weltraumgestütztes Raketenabwehrsystem, ins Leben gerufen. Das letzte Gipfeltreffen der beiden Supermächte hatte am 18. Juni 1979 in Wien zwischen Jimmy Carter und Leonid Breschnew stattgefunden.

## Gastgeber Schweiz
Das neuerliche Zusammentreffen der Führer der beiden Supermächte fand nach monatelanger Vorbereitung in Genf in der neutralen Schweiz statt. Gastgeber war der Schweizer Bundespräsident Kurt Furgler. Der Bundespräsident äusserte den Wunsch, Genf möge als Stadt des Friedens mit seinem Geist die Verhandlungen begleiten. Die Gespräche fanden im Maison de Saussure statt. Die Schweizer Armee leistete Aktivdienst zum Schutz des Gipfeltreffens.

## Erwartungen
Gorbatschow sagte später über seine Erwartungen an den Gipfel: «Wir haben das Treffen in Genf realistisch und ohne grosse Erwartungen gesehen, aber wir hofften, die Grundlagen für einen ernsthaften Dialog in die Zukunft zu legen.». Reagan glaubte, wie schon der ehemalige Präsident Eisenhower beim Gipfeltreffen von 1955 in Genf, dass eine gute persönliche Beziehung zwischen den Führern der notwendige erste Schritt sei, um die zwischen den beiden Ländern bestehenden Spannungen abzubauen. Das Ziel von Reagan war es, Gorbatschow davon zu überzeugen, dass die USA vor allem Frieden wünschte. Reagan bezeichnete seine Reise zum Gipfeltreffen deshalb als «Friedensmission».

## Gipfelprogramm

Erstes Zusammentreffen von Reagan und Gorbatschow

Treffen der beiden Leader

Am ersten Gipfeltag trafen sich Reagan und Gorbatschow, um über die internationalen diplomatischen Beziehungen und das Wettrüsten zu sprechen. Auch die 1979 begonnene sowjetische Intervention in Afghanistan kam zu Sprache. Zu Beginn des Treffens sagte Reagan zu Gorbatschow: «Die Vereinigten Staaten und die Sowjetunion sind die beiden grössten Länder der Erde, die sogenannten Supermächte. Sie sind die einzigen, die den Dritten Weltkrieg beginnen können, aber auch die einzigen beiden Länder, die der Welt Frieden bringen können.» Weiter betonte er die persönlichen Ähnlichkeiten zwischen den beiden Führern. Beide wurden in ähnlichen «ländlichen Dörfern in der Mitte ihrer jeweiligen Länder» geboren und beide tragen in ihrem Amt eine grosse Verantwortung.
Gorbatschow kritisierte die Vereinigten Staaten, dass sie der Sowjetunion nicht trauen würden. Die in den USA herrschende Klasse wolle an dieser schwierige Situation festhalten. Ronald Reagan erwiderte, dass die Sowjetunion aggressiv gehandelt habe, insbesondere indem sie amerikanischen Flugzeugen nach dem Zweiten Weltkrieg die Nutzung sowjetischer Flugplätze verweigerte. Nach einem Mittagessen machten die beiden Führer einen zweistündigen Spaziergang im Freien. Die Diskussionen drehten sich um SDI. Beide beharrten weiter auf ihren Positionen. Reagan lud Gorbatschow zu einem Staatsbesuch in den USA im folgenden Jahr ein. Gorbatschow nahm die Einladung an und revanchierte sich mit einer Gegeneinladung. Reagan nahm diese Einladung für einen Besuch 1987 in Moskau an.
Am zweiten Tag kam Reagan auf die Menschenrechtslage in der Sowjetunion, insbesondere die Emigrationsbeschränkungen, zu sprechen. Gorbatschow behauptete, die Sowjetunion sei mit den Vereinigten Staaten vergleichbar und zitierte einige feministische Extremisten. Die nächste Gesprächsrunde begann mit Streitigkeiten über das Wettrüsten und ging dann wieder in die Diskussion über SDI über.
Im Verlauf ihres Meinungsaustausches redeten die beiden Politiker insgesamt fünf Stunden unter vier Augen.

## Gipfelausgang
Der Ausgang des Gipfels stand nach Abschluss der offiziellen Gespräche auf Messers Schneide. Ein Ende im Streit war durchaus möglich. Die beiden Delegationen konnten sich nicht auf ein gemeinsames Kommuniqué einigen. Hauptstreitpunkt der beiden Verhandlungsdelegationen war die zentrale Forderung der Sowjetunion: Ein Verbot jeglicher Forschung für ein Weltraumwaffensystem sollte festgeschrieben werden. Die Amerikaner wiederum drängten darauf, die Einigung auf einen Abbau der strategischen Nuklearwaffen und der Mittelstreckenraketen um fünfzig Prozent in die Schlusserklärung aufzunehmen. Schliesslich konnten sich die beiden Delegationen doch noch auf einen Kompromiss einigen. In der gemeinsamen Erklärung heisst es, «dass ein Atomkrieg nicht gewonnen werden kann und niemals ausgefochten werden darf.» Sie sprachen sich für eine Reduzierung der Nuklearwaffen um 50 % und für ein Zwischenergebnis bei atomaren Mittelstreckenwaffen aus.

## Damenprogramm
Da beide Parteien während des Gipfels eine Nachrichtensperre vereinbarten, konzentrierten sich die 3000 anwesenden Journalisten aus aller Welt auf das Damenprogramm. Die beiden First Ladies Nancy Reagan und Raissa Gorbatschowa trafen sich während des Gipfels fünfmal und waren sich, gemäss eigenen Aussagen, auf Anhieb sympathisch. Zusammen mit Ursula Furgler, der Ehefrau des schweizerischen Bundespräsidenten, legten sie ausserdem den Grundstein für das Internationale Rotkreuz- und Rothalbmondmuseum in Genf.

## Folgen des Gipfels
Die symbolische Bedeutung des Gipfels sollte letztlich viel wichtiger sein als seine konkreten Ergebnisse. Er brachte eine klimatische Wende in die Ost-West-Beziehungen. Zwar konnten die beiden Politiker keinen der Hauptkonflikte lösen, doch wollten sie den freundlichen Geist von Genf in den politischen Alltag hinüberretten. Bereits ein Jahr später, am 11. Oktober 1986, trafen sich Reagan und Gorbatschow zum Abrüstungsgipfel in Reykjavík. 1987 erklärte sich Gorbatschow bereit, als erster mit der Abrüstung zu beginnen. Im November 1989 fiel die Berliner Mauer, und 1991 löste sich die Sowjetunion auf. 1993 wurde SDI offiziell eingestellt. Der Kalte Krieg war vorbei.